# 基本点
基點（basis point，bp）的定義為“百分之零點零一”（0.01%）或“一個百分點的一百分之一”，是一種“萬分比”，可用數學符號 ‱（萬分號）表示。它在計算利率、匯率及交易佣金等範疇被廣泛應用，因為這些範疇須要牽涉極微小百分數的計算。
在香港的中文裏，數值和“點子”之間習慣不加“個”字（即通常說三點子，而非三個點子）。百分點則一定要加“個”字（只可說0.03個百分點）。點子也可称其为基点。
- 100‱ = 1%（一百點子 = 百分之一）
- 10000‱ = 100% = 1（一萬點子 = 百分之一百 = 一）

|          | 百分比 | 千分比 | 萬分比 | 百萬分比 | 十億分比 | 分比 |
| -------- | ------ | ------ | ------ | -------- | -------- | ---- |
| 百分比   | 1      | 10     | 100    | 104      | 107      | 10   |
| 千分比   | 0.1    | 1      | 10     | 103      | 106      | 109  |
| 萬分比   | 0.01   | 0.1    | 1      | 102      | 105      | 108  |
| 百萬分比 | 10-4   | 10-3   | 10-2   | 1        | 103      | 106  |
| 十億分比 | 10-7   | 10-6   | 10-5   | 10-3     | 1        | 103  |
| 分比     | 10-10  | 10-9   | 10-8   | 10-6     | 10-3     | 1    |

在比較百分數時，除了可以用百分點之外，兩個百分數之間細微的差距也可用點子來表達。例如4.02%與4.05%相差0.03個百分點，也即是相差3點子。

## 金融
金融機構的外匯報價中，基點（pips）指最小的價格變動。
例如，美元兌加元1.3456，最小的變動是0.0001，此時一點子是0.0001。
美元兌日圓110.89，最小的變動是0.01，此時一點子是0.01。

## 參看
- 百分比
- 百分點